# 정초 (조선)
정초(鄭招, ？ ~ 1434년)는 조선의 문신이다. 본관은 하동. 자는 열지이다.

## 생애
태종 때 문과에 급제하여 검열이 되었으며, 1407년에는 문과 중시에 급제하여 정언이 되었다. 그 후 세종 때 공조와 예조참의를 거쳐 예조참판을 지낸 뒤, 1423년에 함길도 도관찰사로 나갔다. 1430년에 공조판서로 있을 때 왕명으로 《농사직설》을 편찬하였으며, 정인지와 함께 역법을 개정하였다. 1433년에는 이천과 함께 혼천의를 제작했으며 《삼강행실도발》을 편찬하였다. 경사에 밝았으며 역산, 복서(거북의 등껍질로 치는 점.)에도 통달하였다. 저서로는 《회례문무악장》 등이 있다.

## 가족관계
```
 증조 승경 문하첨의 찬성사
 증조모 중화김씨 내서령 이의 女
   조 태보 추증 밀직원 부사
   조모 백천조씨 평장사 량의 女
      부 희 묵은 진현관 직제학 두문동 72현
      모 대구서씨 목사 고의 女
         남양홍씨 밀직원 전서 희충의 女
         형 포 상원군사
         형수 진주류씨 감찰 온의 女
         부인 경주김씨 목사 소의 女
             동래정씨 경차관 기의 女 
            자 침 장악원정
            자부 예안김씨 생원 만평의 女
               손 맹손 주부
               손부 양성이씨 판서 문간공 영소의 女
```

```
                   녀 하동정씨(공경공 박숭질(좌상)
            자 심 현령
            자부 안동권씨 정랑 상의 女
               손 운 현령
               손부 문의김씨
            자 송 의주목사
            자부 
            녀 하동정씨 
            서 안종생 광주인 감찰
               외손 팽로 현감
         제 제 사헌부 감찰
         제수 광산김씨 충청도 관찰사 약채의 女
            조카 수충 판중추부사 문절공
```